# Evita (film)
Az Evita 1996-ban bemutatott amerikai musicalfilm, melynek alapja Andrew Lloyd Webber és Tim Rice azonos című koncepcióalbuma, amely az 1978-ban bemutatott musicalt is inspirálta. Evita Perón életét dolgozza fel. A filmet Alan Parker rendezte,  a főbb szerepekben Madonna, Jonathan Pryce és Antonio Banderas látható. 
Több év hányattatás után a jogokat Andrew G. Vajna cége, a Cinergi Pictures vette meg, a filmet Buenos Airesben és Budapesten forgatták.

## Szereplők
- Madonna mint Evita Perón
- Antonio Banderas mint Ché
- Jonathan Pryce mint Juan Domingo Perón
- Jimmy Nail mint Agustín Magaldi
- Victoria Sus mint Doña Juana Ibarguren
- Julian Littman mint Juancito Duarte
- Olga Merediz mint Bianca Duarte
- Laura Pallas mint Elisa Duarte
- Julia Worsley mint Erminda Duarte
- Peter Polycarpou mint Domingo Mercante
- Gary Brooker mint Juan Atilio Bramuglia
- Andrea Corr mint Juan szeretője
- Alan Parker mint filmrendező
- Peter Hughes mint Francisco Franco tábornok